# Pix (certification numérique)
Pour les articles homonymes, voir PIX.
 (juillet 2024).
Pix est un service public en ligne français lancé dans le cadre du dispositif des start-ups d’État français proposé par la Direction interministérielle du Numérique (Dinum) permettant à ses utilisateurs d'évaluer, de développer et de certifier leurs compétences numériques.
Accessible gratuitement, Pix permet à ses utilisateurs de se tester via un apprentissage adaptatif allant jusqu'à seize compétences. Sans contrainte au niveau du temps d'apprentissage, le service propose également la certification du niveau acquis au sein d'un centre agréé. Cette certification, reconnue par les deux États (France et Belgique) et le monde professionnel, est la certification des compétences numériques passée notamment par tous les élèves et étudiants de France depuis septembre 2019.  
Dans l'enseignement en France, Pix remplace officiellement le certificat informatique et internet (C2i), le brevet informatique et internet (B2i) et le passeport internet multimédia (PIM).

## Histoire du projet public
Pix est un groupement d’intérêt public (GIP) dont les membres sont l’État, représentés par :  
- le ministère de l’Éducation nationale, de la Jeunesse et des Sports ;
- le ministère de l'Enseignement supérieur, de la Recherche et de l'Innovation ;
- le Centre national d’enseignement à distance (CNED) ;
- le Conservatoire national des arts et métiers (CNAM) ;
- l’université ouverte des humanités de Strasbourg ;
- la Fédération Wallonie-Bruxelles.

L'annonce du remplacement du certificat informatique et internet (C2i) est faite sous la présidence de la République de François Hollande, Najat Vallaud-Belkacem étant alors ministre de l'Éducation nationale et de l'Enseignement supérieur. Officiellement annoncée durant le salon Educatec-Educatice le 17 novembre 2016, la version bêta de la plateforme est lancée en septembre 2017. 
Pix est un service public développé en logiciel libre au travers de méthodologies agiles et disponible sous licence gratuite AGPL. De septembre 2017 à juin 2018, Pix évolue en version bêta. Il co-construit ses plateformes aux côtés de 70 établissements d’enseignement supérieur et 200 collèges et lycées pionniers.   
L'arrêté du 30 août 2019 précise que les compétences numériques acquises par les élèves font l'objet d'une certification nationale délivrée par le service public Pix. Elle remplace officiellement le B2i collège et lycée. La passation de la certification Pix devient alors obligatoire à plusieurs étapes de la scolarité.

## Fonctionnement

### Finalité de Pix
L'objectif de Pix est, à travers des exercices interactifs, de permettre d'appréhender n'importe quel environnement numérique efficacement, afin de se perfectionner dans l'utilisation des outils numériques.
L'utilisateur fait évoluer son profil s'il gagne des pix, profil qui est alors associé à un score, calculé sur un total de 1024 pix. Les différents niveaux dans les compétences sont prévus sur une échelle de 1 à 8.  

## Certification des compétences numériques
La certification Pix est un examen en présentiel effectué dans l’un des centres agréés. Elle est inscrite au répertoire spécifique de France compétences. 
Dans l'enseignement, Pix remplace officiellement le certificat informatique et internet (C2i) (enseignement supérieur), le brevet informatique et internet (B2i) (enseignement secondaire) et le passeport internet multimédia (PIM).

## Pix à l'international
Aujourd'hui présent dans 35 pays[réf. souhaitée], Pix se projette comme "un bien commun, mutualisé entre différentes administrations et même entre plusieurs pays" d'après son directeur. En 2023, Pix a remporté le Prix européen des compétences numériques décerné par la Commission européenne.
Ses collaborations avec des institutions telles que l’UNESCO,, la Banque mondiale et l’Agence Universitaire de la Francophonie (AUF) renforcent son rayonnement international. Depuis 2024, Pix collabore avec la Banque mondiale sur le projet « Digital Skills For Africa », visant à développer les compétences numériques sur le continent africain. La plateforme Pix est également utilisée dans des institutions publiques et privées dans les domaines de l’éducation et de la formation des jeunes et des adultes en Espagneet en Suisse.
Un partenariat institutionnel pluriannuel a été établi en 2022, après une phase pilote en 2019-2020, entre Pix et le gouvernement de la Fédération Wallonie-Bruxelles pour déployer Pix largement en Belgique francophone. L’objectif du Gouvernement de la Fédération Wallonie-Bruxelles est de déployer Pix auprès des agents des administrations de la Fédération, dans l’enseignement, mais également auprès de l’ensemble des citoyens. Ce partenariat s’étend par ailleurs à d’autres entités publiques en Belgique.

## Observatoire Pix des compétences numériques
En mars 2025, le GIP Pix a lancé l'Observatoire Pix des compétences numériques dans le cadre de la feuille de route France Numérique Ensemble, dans le but d'analyser la maîtrise du numérique en France pour mieux lutter contre la fracture numérique. 
Une première étude sectorielle, portant sur la maîtrise des compétences numériques des personnes en emploi tous secteurs confondus (fonction publique, entreprises, professions de santé, artisans, agriculteurs exploitants) a été publiée en mars 2025 et établit qu'environ trois actifs sur cinq ne maîtrisent pas les bases du numérique,,.